# 聯邦特別行動組
聯邦特別行動組（西班牙文：Grupo Especial de Operaciones Federales，縮寫：GEOF；英文：Federal Special Operations Group）是阿根廷的一个特种作战师训练战略警察部隊，負責执行反恐和反毒任务。它也可用于贵宾的保护和解救人质的情况。
GEOF是国际恐怖主义和處理复杂的犯罪的一个专门的警察单位。虽然特种部队在阿根廷开始于1930年，但該部隊被正式成立是在1994年的犹太人文化中心爆炸事件后才正式成立。 1994年它的第一部分成立于图库曼并于1997年第二师在罗萨里奥构成。1998年布宜诺斯艾利斯组成立。